# BUTTERFLY (森重樹一のアルバム)
『BUTTERFLY』（バタフライ）は、森重樹一の3枚目のオリジナル・アルバム。1999年1月30日に日本コロムビアから発売された。

## 概要
前作「Heart of Gold」から1年2ヶ月ぶりとなるアルバム。プロデューサーは前作のレコーディングにも参加した白浜久。アルバムの制作過程が変則的で、まず今作のリズムトラックを半分録り、ZIGGYのアルバムを1枚制作した後に残りをレコーディングするという方法で制作された。
アルバムリリースに伴い「森重樹一 CONCERT TOUR'99 "Butterfly on the wheel"」を敢行。
自身の音楽人生を総括するような楽曲である「袋小路のどぶねずみ」は、2013年8月28日にSHIBUYA-AXにて行われた森重の50歳のバースデーライブで初披露された。

## 収録曲
| 全作詞・作曲: 森重樹一。 |                                 |          |            |      |
| #                        | タイトル                        | 作詞     | 作曲・編曲 | 時間 |
| 1.                       | 「OVER THE RAINBOW」            | 森重樹一 | 森重樹一   | 5:42 |
| 2.                       | 「ガキのままで」                | 森重樹一 | 森重樹一   | 4:43 |
| 3.                       | 「夜は朝が思う程」              | 森重樹一 | 森重樹一   | 4:21 |
| 4.                       | 「LIVE FOR TODAY」              | 森重樹一 | 森重樹一   | 5:30 |
| 5.                       | 「RIDE ON THE WIND」            | 森重樹一 | 森重樹一   | 3:24 |
| 6.                       | 「LAZY BLUE」                   | 森重樹一 | 森重樹一   | 6:22 |
| 7.                       | 「あすがこなくても」            | 森重樹一 | 森重樹一   | 4:35 |
| 8.                       | 「MORE THAN WORDS」             | 森重樹一 | 森重樹一   | 5:27 |
| 9.                       | 「キ.セ.キ.ガ.オ.キ.ル.ノ.ワ.」 | 森重樹一 | 森重樹一   | 5:40 |
| 10.                      | 「汚れた街で」                  | 森重樹一 | 森重樹一   | 5:05 |
| 11.                      | 「袋小路のどぶねずみ」          | 森重樹一 | 森重樹一   | 9:33 |
| 12.                      | 「底無しのブルー」              | 森重樹一 | 森重樹一   | 5:10 |
| 13.                      | 「すれ違う流れ」                | 森重樹一 | 森重樹一   | 3:17 |
| 合計時間:                | 合計時間:                       | 68:49    |            |      |